# 아마누엘 게브레미카엘
아마누엘 게브레미카엘 아레와이(암하라어: አማኑኤል ገብረ ሚካኤል, 1999년 1월 5일 ~ )는 에티오피아 프리미어리그 클럽인 파실 케네마와 에티오피아 국가대표팀에서 공격수로 활약하고 있는 에티오피아의 프로 축구 선수이다.

## 구단 경력
메켈레 70 엔데르타는 2016-17 시즌 에티오피아 하이어리그에서 조 2위를 차지했고, 승격 플레이오프 경기에서 하디야 호스나를 상대로 한 골을 기록해 구단의 사상 첫 에티오피아 프리미어리그 승격을 이뤄냈다.
2018-19 시즌의 마지막 경기일에, 그는 다이어 다와 시티를 상대로 결승골을 넣었고, 그들이 시다마 커피를 승점 1점 앞서 나가게 하여, 그들의 사상 첫 우승을 확보했다. 그는 또한 리그 최고의 17골로 한 해를 마쳤다. 그는 2019-20 CAF 챔피언스리그 예선 전에서, 각 리그에서 한 골씩, 카노 스포츠 아카데미를 상대로 두 골을 넣었지만, 그들은 여전히 총 3-2의 점수 차로 졌다.

## 국가대표팀 경력
2017년 12월 5일에 열린 남수단과의 2017년 CECAFA컵에서 다와 호테사의 국가대표팀 경기에서 데뷔 전을 치렀고, 팀은 3-0으로 이겼다. 그는 2019년 아프리카 네이션스컵 예선 가나와의 경기에서 두 번째 국가대표팀 경기에 출전했고, 2019년 8월 4일에 열린 지부티와의 2020년 아프리카 네이션스 챔피언십 예선 경기에서 네 번째 국가대표팀 경기에서 데뷔골을 기록했다.
그는 2019년 U-23 아프리카 네이션스컵 1차 예선 소말리아와의 경기에서 U-23 대표팀 데뷔 전을 치렀고, 팀은 4-0으로 패배했다.